# Esteve Pedrol i Albareda
Esteve Pedrol i Albareda (Tortosa, 20 de novembre de 1905 - Vilassar de Mar, 3 de setembre de 1976) fou un futbolista català dels anys 1920 i 1930. Va ser internacional amb la selecció catalana i amb la selecció espanyola. Fou també entrenador i president del sindicat de futbolistes professionals. Posteriorment va destacar com a jugador d'escacs.

## Trajectòria
Pedrol començà la seva carrera futbolística al CD Amèrica passant el 1924 al FC Terrassa. Fitxà pel FC Barcelona el 1926, però una fractura de tíbia el 1927 l'apartà diversos mesos dels terrenys de joc, reapareixent el 1928. Fou un dels integrants de l'equip que es proclamà campió de la primera lliga espanyola la temporada 1928-29. Debutà en partit de lliga enfront de la Reial Societat de Sant Sebastià el 30 de maig de 1929. Durant la Guerra Civil espanyola aprofità una gira que realitzà el club per Amèrica per exiliar-se a Mèxic. Poc després retornà a Barcelona, però el nou règim franquista l'imposà una sanció d'un any i no pogué tornar als terrenys de joc fina la temporada 1940-41.
Disputà un partit amb la selecció espanyola el dia 5 de maig de 1935, enfrontant-se a Portugal. El partit finalitzà amb empat a tres gols. També defensà els colors de la selecció catalana.

## Palmarès
FC Barcelona
- Lliga espanyola: 1928-29
- Copa espanyola: 1927-28, 1941-42
- Campionat de Catalunya: 1926-27, 1927-28, 1929-30, 1930-31, 1931-32, 1934-35, 1935-36, 1937-38
- Lliga Catalana: 1937-38
- Lliga Mediterrània: 1936-37
- Copa de Campions: 1927-28

## Escacs
Després de la seva retirada com a futbolista, va destacar com a jugador d'escacs, especialment al club barceloní Club de Ajedrez Ruy López-Tívoli, amb el qual fou finalista en diverses ocasions dels campionats de Catalunya i d'Espanya per equips. Va formar part de la selecció espanyola a l'històric Matx Radiofònic entre l'Argentina i Espanya de 1946.